# Penny Ryan
Penny Ryan (* 23. Mai 1960 in Edmonton) ist eine kanadische Curlerin und Olympiasiegerin.
Ryan spielte als Lead der kanadischen Mannschaft bei den XV. Olympischen Winterspielen 1988 in Calgary im Curling. Die Mannschaft von Skip Linda Moore gewann die olympische Goldmedaille nach einem 7:5-Sieg im Finale gegen Schweden um Skip Elisabeth Högström. Da Curling damals noch eine Demonstrationssportart war, besitzt die Medaille keinen offiziellen Status.

## Erfolge
- 1. Platz Olympische Winterspiele 1988 (Demonstrationswettbewerb)